# Jacob Italiano
Jacob Italiano (* 30. Juli 2001 in Perth) ist ein australischer Fußballspieler.

## Karriere
Italiano begann mit dem Fußballspielen in der Jugendakademie des australischen Erstligisten Perth Glory und wurde als 16-Jähriger bereits in der ersten Mannschaft in der A-League eingesetzt, als zweitjüngster Spieler in der Geschichte der A-League. Insgesamt absolvierte der offensive Mittelfeldspieler 18 Spiele in der höchsten australischen Liga.
Im Juli 2019 wechselte er kurz vor seinem 18. Geburtstag in die zweite Mannschaft von Borussia Mönchengladbach. Er kam in der Saison 2019/20 in 14 von 24 Spielen zum Einsatz, ehe die viertklassigen Regionalliga West im März 2020 aufgrund der COVID-19-Pandemie abgebrochen wurde. Zudem kam er einmal für die A-Junioren (U19) im DFB-Pokal der Junioren zum Einsatz. In der Saison 2020/21 folgten 27 Einsätze (21-mal in der Startelf), wobei ihm 2 Tore gelangen. In der Saison 2021/22 folgten 19 Einsätze und ein Tor. Während seiner Zeit in der U23 kam Italiano zumeist auf dem Flügel, teils aber auch als Mittelstürmer und Außenverteidiger zum Einsatz.
Nach fünf Jahren in Deutschland wechselte Italiano zur Saison 2024/25 nach Österreich zum Bundesligisten Grazer AK, bei dem er einen bis 2027 laufenden Vertrag erhielt.